# Thijs Overmans
Thijs Overmans (Rotterdam, 9 mei 1928) is een Nederlandse schilder en graficus. Hij volgde zijn opleiding aan de Vrije Academie en de Koninklijke Academie van Beeldende Kunsten in Den Haag en aan de Academie van Beeldende Kunsten in Rotterdam. Hij was onder andere lid van Pulchri Studio.
Overmans won in 1958 de Jacob Marisprijs.
In 1950 trouwde hij met schilderes Meike Sund.